# Hydrophylax malabaricus
Hylarana malabarica es una especie  de anfibios de la familia Nyctibatrachidae.

## Distribución geográfica y hábitat
Es endémica de la India. Su rango altitudinal oscila entre 0 y 1500 m s. n. m..